# Korn
I Korn (spesso reso graficamente come KoЯn) sono un gruppo musicale nu metal statunitense formatosi a Bakersfield nel 1993.
Insieme ai Deftones sono considerati gli iniziatori del genere nu metal e sono stati anche tra i primi a ottenere successo. Hanno venduto più di 30 milioni di dischi, di cui 17 milioni soltanto negli Stati Uniti d'America.

## Storia del gruppo

### I primi anni,Korn(1989-1995)

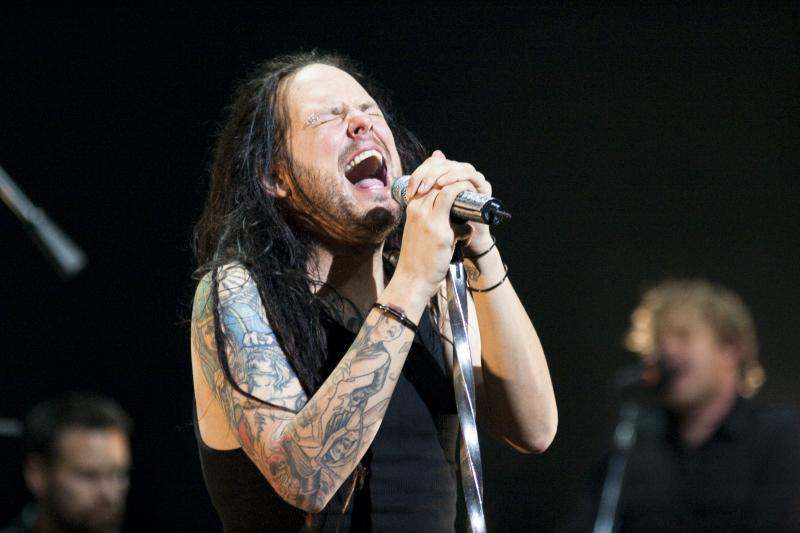
Jonathan Davis

James Shaffer, Reginald Arvizu e David Silveria cominciarono la loro carriera musicale alla fine degli anni ottanta, militando con il cantante Richard Morrill nel gruppo L.A.P.D., mentre Brian Welch suonò con loro solo durante alcuni concerti. Questo acronimo - che in inglese americano viene usato per indicare il Los Angeles Police Department - stava dapprima per "Love and Peace Dude", e venne successivamente modificato in "Laughing as People Die". Per la Triple X Records la band registrò un EP omonimo e l'album Who's Laughing Now, nel biennio 1990-1991. Organizzarono anche dei concerti e riscossero un certo consenso da fan e critici.
In seguito Morrill abbandonò i L.A.P.D. per problemi di salute. All'epoca Silveria fu anche scelto per passare agli Infectious Grooves di Mike Muir, ma decise di rimanere nel gruppo. Nel 1993 i quattro incontrarono Jonathan Davis, cantante dei SexArt, al John Bryan's Bar. Furono Shaffer e Welch, mentre bevevano, a decidere che Davis doveva essere il loro nuovo cantante. Inizialmente il cantante rifiutò di passare alle loro audizioni, ma poi cambiò idea su consiglio di un amico indovino. Ad Huntington Beach cominciarono le sessioni con Davis, con il quale fu realizzato il brano Alive (un video della prova apparve successivamente nel VHS Who Then Now?, pubblicato nel 1997 dalla Epic Music Video). In seguito al suo arrivo, i L.A.P.D. decisero di modificare il proprio nome: uno dei componenti suggerì "Corn" ma la risposta non fu favorevole; pertanto Shaffer ebbe l'idea di scrivere tale nome mediante una "K" al posto della "C" iniziale e di rovesciare la "R", così il risultato sarebbe stato "KoЯn". Il logo fu realizzato da Davis.

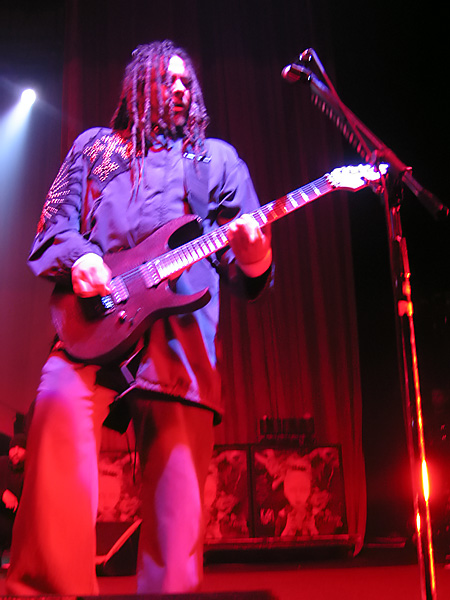
James "Munky" Shaffer

Nel 1993 pubblicarono il demo Neidermeyer's Mind, che conteneva Predictable, Blind, Daddy (successivamente rimasterizzate e incluse nel primo album) ed Alive. Di quest'ultima impiegano una parte del riff contenuto nel brano Need To; Alive venne comunque rifatta ed inclusa nell'album Take a Look in the Mirror (2003). Un anno dopo pubblicarono il loro primo album, Korn, spesso considerato il primo album nu metal in ordine cronologico. Fu prodotto da Ross Robinson, per conto della Epic Records. Dall'album furono estratti come singoli Shoots and Ladders (che fu anche nominato ai Grammy Award come Best Metal Performance), Clown e Blind.
Per promuovere il disco, i Korn cominciarono un lungo tour, durato circa un anno e mezzo. Anche se i loro primi singoli non ebbero una diffusa trasmissione nelle radio o sulle TV musicali, il gruppo poteva contare su performance dal vivo che attirarono in poco tempo numerosi fan.
Tra il marzo e l'aprile del 1995, fecero da gruppo di supporto per Danzig e Marilyn Manson, e a metà dello stesso anno anche per i 311. Dopo alcuni concerti in Europa, ad agosto si esibirono negli Stati Uniti al fianco di Megadeth, Fear Factory e Flotsam and Jetsam. In autunno affiancarono anche KMFDM e God Lives Under Water. Seguirono altri concerti con Ozzy Osbourne, Deftones, Sugar Ray e Cradle of Thorns. All'inizio del 1996 affiancarono di nuovo Osbourne, e poco dopo Cradle of Thorns e Dimestore Hoods. Infine tornarono in studio per registrare il secondo album.

### Life Is Peachy, Elementree Records (1996-1997)
Nell'ottobre del 1996 uscì Life Is Peachy, che si classificò immediatamente al terzo posto di Billboard nonostante la ridotta pubblicità ricevuta dalle radio, TV e stampa. Ottenne una nomina ai Grammy come Best Metal Performance, per No Place to Hide. L'album vendette tre milioni di copie, e negli USA fu premiato con due dischi di platino. I Korn pubblicizzarono personalmente l'album, appoggiando in tour i Metallica.
La pubblicazione di Life Is Peachy fu accompagnata dalla prima promozione del gruppo via Internet, cosa prima mai fatta da alcun musicista. I Korn eseguirono in rete brani dal nuovo album e ricevettero sul loro sito ufficiale chiamate dai fan che li guardavano dai loro computer. All'evento si associò anche Adam Carolla, già conduttore del programma TV The Man Show. Le performance del gruppo su Internet permisero a Davis e compagni di consolidare il loro successo, basandolo proprio sulla promozione telematica.
Alla fine del 1997 i Korn fondarono la Elementree Records. I primi a firmare per la nuova etichetta furono gli Orgy (che già affiancavano Davis nei Sexart). Gli Orgy pubblicarono per la Elementree Candyass, premiato con un disco di platino. Nelle file della nuova casa discografica arrivarono anche i Videodrone, i Deadsy ed il rapper Marz.

### Follow the Leadere ilFamily Values Tour(1998-1999)

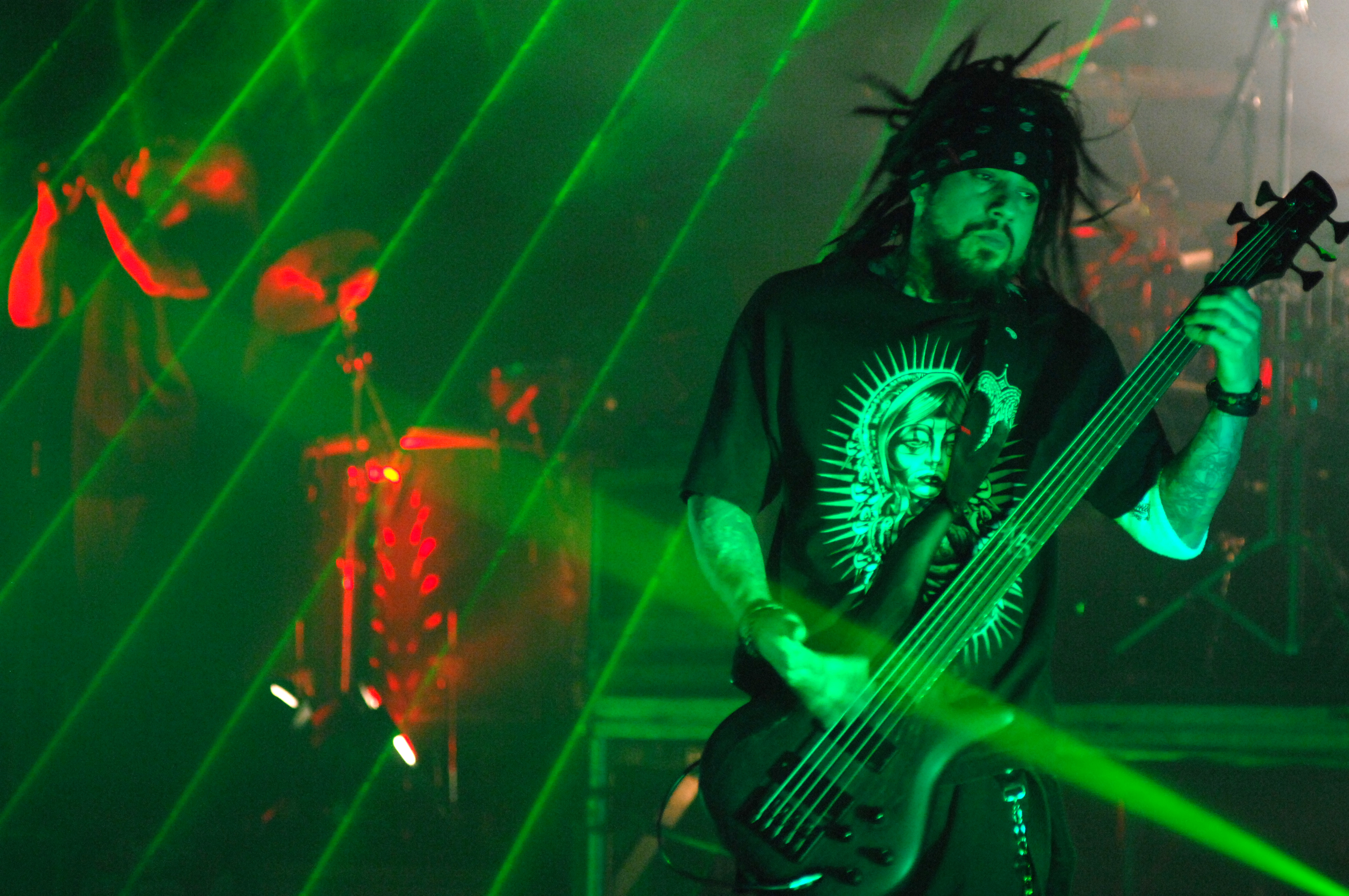
Reginald "Fieldy" Arvizu

Prima dell'uscita del terzo album i Korn sostennero per una settimana un'apparizione su KornTV, show mandato in onda esclusivamente su Internet che li mostrava nel dietro le quinte della produzione. Il programma ebbe tra i propri ospiti l'attore porno Ron Jeremy, i Limp Bizkit e i 311. I fan ebbero anche l'opportunità di contattarli e di porre loro alcune domande. Il 18 agosto 1998 fu pubblicato Follow the Leader, a cui collaborarono anche Ice Cube, Tre Hardson dei Pharcyde e Fred Durst dei Limp Bizkit.
I Korn lanciarono il Family Values Tour, che parodiava le campagne elettorali (a Phoenix, dal 17 agosto al 1º settembre) per la promozione della loro ultima pubblicazione. Nello stesso periodo annunciarono a molti fan l'arrivo imminente della seconda tappa del Family Values per tutta l'America del Nord, oltre a conferenze per spettatori organizzate in ogni città toccata dal concerto. Fu proposto anche ai Deftones di partecipare al tour, tuttavia questi rifiutarono. I Korn si recarono in aereo verso vari negozi di dischi, a Riverside, Mt. View, Sacramento, Seattle, Minneapolis, Chicago, Detroit, Philadelphia, Boston, New York, Toronto, Atlanta e Dallas. Parlarono direttamente con i loro giovani fan, risposero alle loro domande e firmarono autografi. Jim Rose fu ospitato per l'intero tour elettorale, ma si unirono anche Ice Cube e Todd McFarlane. L'album debuttò al primo posto in classifica negli USA e in Canada, e fu trainato in primo luogo dai singoli Got the Life e Freak on a Leash. Raggiunse il primo posto anche in Nuova Zelanda ed Australia, al quarto in Finlandia, al quinto in Francia, Gran Bretagna e Norvegia, all'ottavo in Giappone, al decimo nei Paesi Bassi e al dodicesimo in Germania. Inoltre registrò il debutto con maggior successo sulla classifica europea Music & Media (sesto posto). Per il video di Freak on a Leash fu chiamato a collaborare Todd McFarlane, creatore del fumetto Spawn ed ex disegnatore delle avventure di Spider-Man, mentre Greg Capullo, altro disegnatore di Spawn, disegnò la copertina dell'album. Il video vinse un Grammy come miglior video in formato ridotto, e ad MTV ottenne sette nomine: Video dell'Anno, Video d'Esordio (quello con cui sono stati introdotti al grande pubblico), Miglior Regia, Migliori Effetti Speciali, Miglior Direzione Artistica, Miglior Cinematografia e Migliore Scelta dello Spettatore. Alla fine vinse due premi agli MTV Video Music Awards, come Miglior Video Rock e Miglior Montaggio.

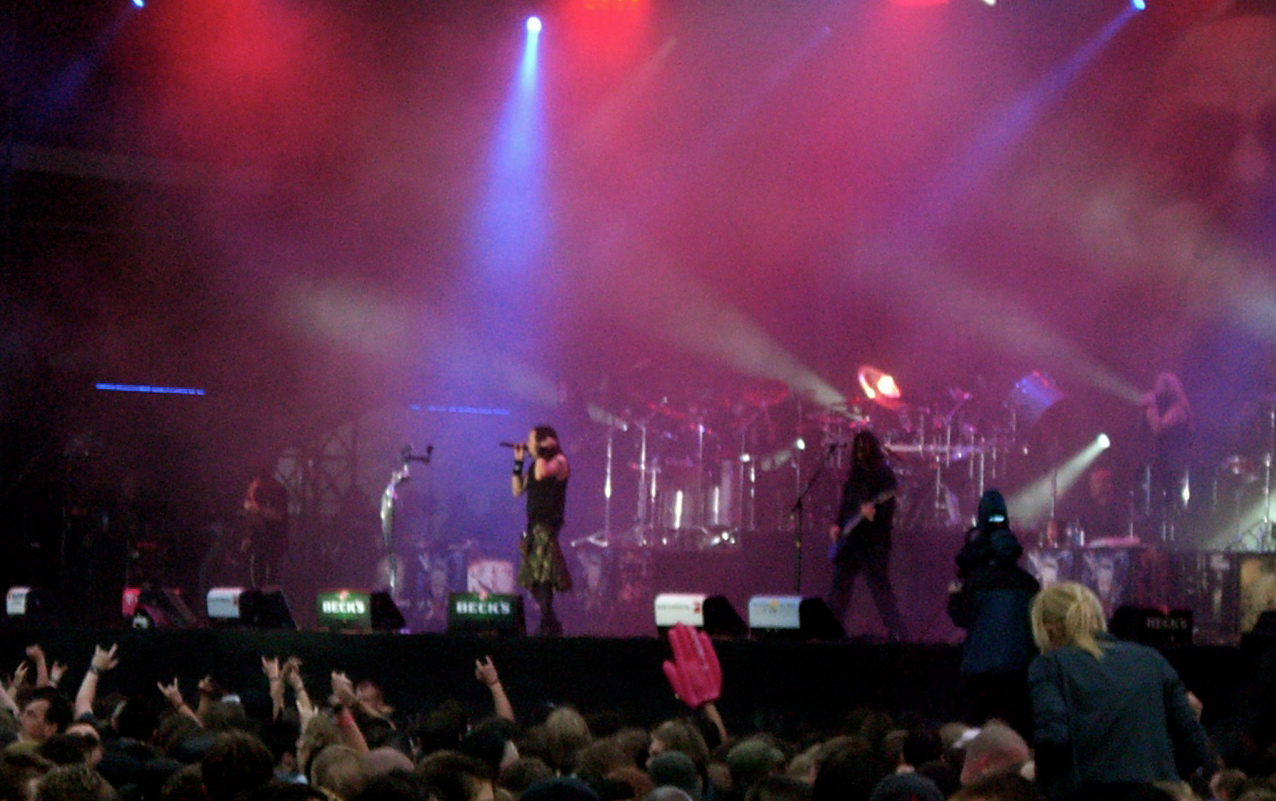
Il gruppo in concerto al Rock am Ring

Follow the Leader è l'album di maggiore successo commerciale dei Korn, forte di dieci milioni di copie vendute e premiato dalla RIAA con cinque dischi di platino.
Nello stesso anno di pubblicazione del disco il gruppo organizzò il Family Values Tour, a cui parteciparono Incubus, Orgy, Limp Bizkit, Rammstein ed Ice Cube. Il tour ebbe molto successo, e dalla sua edizione del 1998 furono estratti un CD ed un DVD, premiati rispettivamente con dischi d'oro e di platino.
Dal 1999 al 2000 a guidare il tour furono i Limp Bizkit, affiancati da Primus, Staind, The Crystal Method, Method Man, Redman e Filter. I System of a Down furono cacciati dai concerti da Fred Durst, dopo che quest'ultimo non era riuscito a scritturare i Taproot. I Korn apparvero in quel tour solo in alcune tappe, in cui eseguirono Falling Away from Me.
Il 23 luglio 1999 il gruppo si esibì a Woodstock 1999, davanti a 250.000 spettatori.

### Issues(1999-2000)

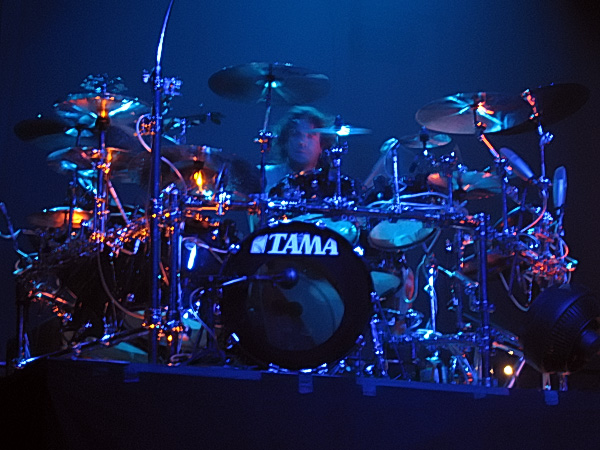
David Silveria

Nel novembre del 1999 uscì Issues, prodotto da Brendan O'Brien. Le sue quattro copertine furono disegnate dai fans vincitori di un concorso promosso dal gruppo. L'album arrivò al primo posto di Billboard e fu certificato dalla RIAA con tre dischi di platino, consolidando il successo intrapreso con Follow the Leader. Si caratterizzò per gli stili differenti rispetto ai primi lavori, con contaminazioni elettroniche e un parziale allontanamento dal rap metal. La realizzazione del video di Falling Away from Me, primo singolo estratto dall'album, fu affidata a Fred Durst.
Musicalmente presenta lievi contaminazioni elettroniche ed etniche, senza discostarsi dalla durezza degli esordi. Per promuovere Issues la band ne eseguì dal vivo tutti i brani all'Apollo Theater di New York, ed il concerto ebbe anche un'estesa trasmissione radiofonica. I Korn furono i secondi in ordine di tempo ad esibirsi all'Apollo Theatre, dopo Buddy Holly a fine anni cinquanta. All'evento collaborarono anche altri cantanti e la banda della polizia di New York, che suonarono e cantarono le controparti melodiche usate sull'album.
Nello stesso anno i Korn apparvero in un episodio di South Park intitolato Korn's Groovy Pirate Ghost Mystery, in cui fu anche usata come base Falling Away from Me. In seguito uscì come singolo Make Me Bad, nel cui videoclip apparirono gli attori Udo Kier e Brigitte Nielsen.
Nel 2000 Jonathan Davis affidò allo svizzero H.R. Giger il compito di disegnare la sua nuova asta per microfono.

### Untouchables(2002-2003)
L'11 giugno 2002 i Korn pubblicarono Untouchables. La sua pubblicazione fu preceduta un giorno prima da un'apparizione all'Hammerstein Ballroom di New York, in trasmissione TV digitale. L'album si caratterizzava per influenze tratte dal rock gotico e, per la prima volta per la band, per l'uso di sintetizzatori, strumenti ad arco ed effetti speciali. Ciò fu particolarmente evidente nei brani Alone I Break, Hating ed Hollow Life. Il disco fu molto apprezzato sia dai fan che dai critici, ma le sue vendite furono modeste. I Korn accusarono i pirati di Internet di questo calo di successo commerciale – una versione non missata dell'album era stata già diffusa in rete cinque mesi prima dell'uscita, dopo che degli hacker si erano infiltrati nel computer di Munky causando quindi gravi danni economici per la band.
Il primo singolo estratto, Here to Stay, nel 2003 vinse un Grammy Award alla miglior interpretazione metal. Untouchables fu certificato come disco di platino dalla RIAA. I video musicali dei primi due singoli estratti furono diretti da Albert e Allen Hughes (anche registi del film La vera storia di Jack lo squartatore - From Hell). Il clip per Here to Stay fu nominato agli MTV Video Music Awards come miglior video rock, e vinse a MuchMusic un premio come miglior video internazionale da un gruppo. Il video per Alone I Break fu diretto da Sean Dack, vincitore di un concorso indetto da MTV.
All'inizio del 2003 uscì il singolo Did My Time, già presente nella colonna sonora di Tomb Raider - La culla della vita. Nel video appare anche Angelina Jolie. Did My Time entrò poi della lista tracce del sesto album. Nel maggio 2003 hanno partecipato all'edizione di MTV Icon dedicata ai Metallica interpretando One, brano successivamente incluso come traccia fantasma nell'album Take a Look in the Mirror.

### Take a Look in the MirroreGreatest Hits, Vol. 1(2003-2004)

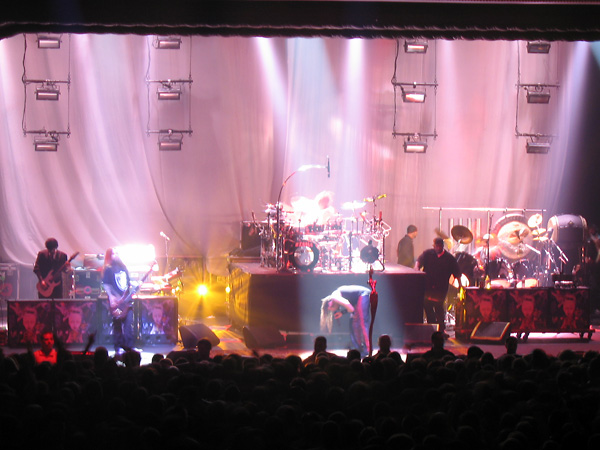
I Korn dal vivo nel 2006

I Korn stessi produssero Take a Look in the Mirror, uscito il 21 novembre 2003 e con sonorità dure e grezze come agli esordi. Dopo Did My Time, dall'album furono estratti i singoli Right Now, Everything I've Known e Y'All Want a Single. Take a Look in the Mirror arrivò al nono posto di Billboard.
Ad ottobre del 2004 il gruppo pubblicò Greatest Hits, Vol. 1. Contiene alcuni dei loro primi singoli, un remix di Freak on a Leash e due cover: Word Up! dei Cameo ed Another Brick in the Wall dei Pink Floyd.

### L'abbandono di Head,See You on the Other Side(2005-2006)
Il 22 febbraio 2005 Brian Welch annunciò la uscita dai Korn, aggiungendo le seguenti parole:
 Le voci per cui scherzasse furono presto smentite; da allora divenne molto religioso e fu battezzato nel fiume Giordano, e parlò apertamente di fede e conversione soprattutto sul suo sito ufficiale.
Welch ha affermato di aver lasciato la band anche per altri due motivi, che non poteva sentire sua figlia che cantava i versi volgari del suo gruppo e che lui stava affrontando la propria dipendenza da crystal meth.
Poco dopo l'abbandono di Head, il gruppo ha firmato per EMI e Virgin Records. La EMI gli ha fornito un contratto da 25 milioni di dollari, in cambio della condivisione dei profitti dai loro nuovi dischi, e da tour e merchandising. La casa discografica ha ricevuto in cambio una partecipazione del 30 per cento su licenze, biglietti ed altre fonti di profitto dei Korn.
Il 6 dicembre 2005 pubblicarono per la EMI/Virgin See You on the Other Side, che ha debuttato al numero tre di Billboard. Il primo singolo Twisted Transistor è stato accompagnato da un video diretto da Dave Meyers, in cui gli stessi Korn erano parodiati dai rapper Xzibit, Lil Jon, Snoop Dogg e David Banner. Anche grazie ai successi del suo video, il singolo stesso è arrivato al terzo posto della classifica Billboard Mainstream Rock Songs. Il secondo singolo estratto, Coming Undone, ha debuttato al quarto posto delle classifiche rock; anche il suo video, diretto da Little X, ha ricevuto un seguito notevole. L'album ha venduto più di due milioni di copie, e negli USA è stato premiato con un disco di platino. È rimasto per 35 settimane nella Top 200 di Billboard.
Il 13 gennaio 2006 i Korn hanno suonato all'Hollywood Forever Cemetery e lanciato il See You on the Other Side World Tour. Vi hanno partecipato anche Axl Rose dei Guns N' Roses, Chester Bennington e Joe Hahn dei Linkin Park, e l'attrice Jessica Biel. La prima tappa del tour, con 10 Years e Mudvayne, è iniziato il 24 febbraio 2006 a Bakersfield ed è terminato il 4 aprile a Toronto. Il concerto è stato seguito da molti fan ed il gruppo ha incassato 6.4 milioni di dollari.
Si sono esibiti anche in Australia, insieme a 10 Years, Hatebreed e Disturbed. Il tour ha toccato Brisbane, Sydney e Melbourne a fine aprile, con un buon numero di spettatori.
I Korn hanno anche annunciato la risurrezione del Family Values Tour, tenutosi il 29 luglio 2006 a Nashville. Vi parteciparono anche Deftones, Stone Sour, Flyleaf, Dir En Grey, 10 Years, Bury Your Dead, Deadsy, Bullets and Octane e Walls of Jericho. Nello stesso periodo Jonathan Davis ha collaborato con il gruppo crunk Dem Franchize Boyz, compagni di etichetta alla Virgin. Insieme hanno creato un mash-up tra i singoli Coming Undone e Lean Wit It, Rock Wit It. Il gruppo di Bakersfield ha anche lavorato a Wake Up, dall'album di The Notorious B.I.G. Duets: the Final Chapter.
Nel 2006 Freak on a Leash è stata inserita nella classifica VH1 delle 40 Migliori Canzoni Metal di Sempre, al numero 23. Nella classifica dei 100 Migliori Video di Sempre, stilata dalla rivista Kerrang!, il video del celebre singolo dei Korn è entrato al decimo posto.
Il 5 maggio 2006 è stato pubblicato per la Epic/Immortal (Sony) il disco Live & Rare, contenente tredici brani tra live e inediti. Tra questi vi sono diversi brani registrati al CBGB di New York, Earache My Eye (traccia nascosta di Follow the Leader) e Proud (dalla colonna sonora del film So cosa hai fatto).
Il 6 maggio hanno vinto agli MTV Asia Video Music Awards un premio nella categoria Video Preferito con Twisted Transistor, battendo i Green Day, Kanye West, My Chemical Romance e Franz Ferdinand. La band ha suonato dal vivo anche Twisted Transistor alla premiazione, davanti a 5.000 spettatori. Jonathan Davis ha anche presentato un premio per l'artista cinese Vicky Zhao.

### La malattia di Davis,MTV Unplugged

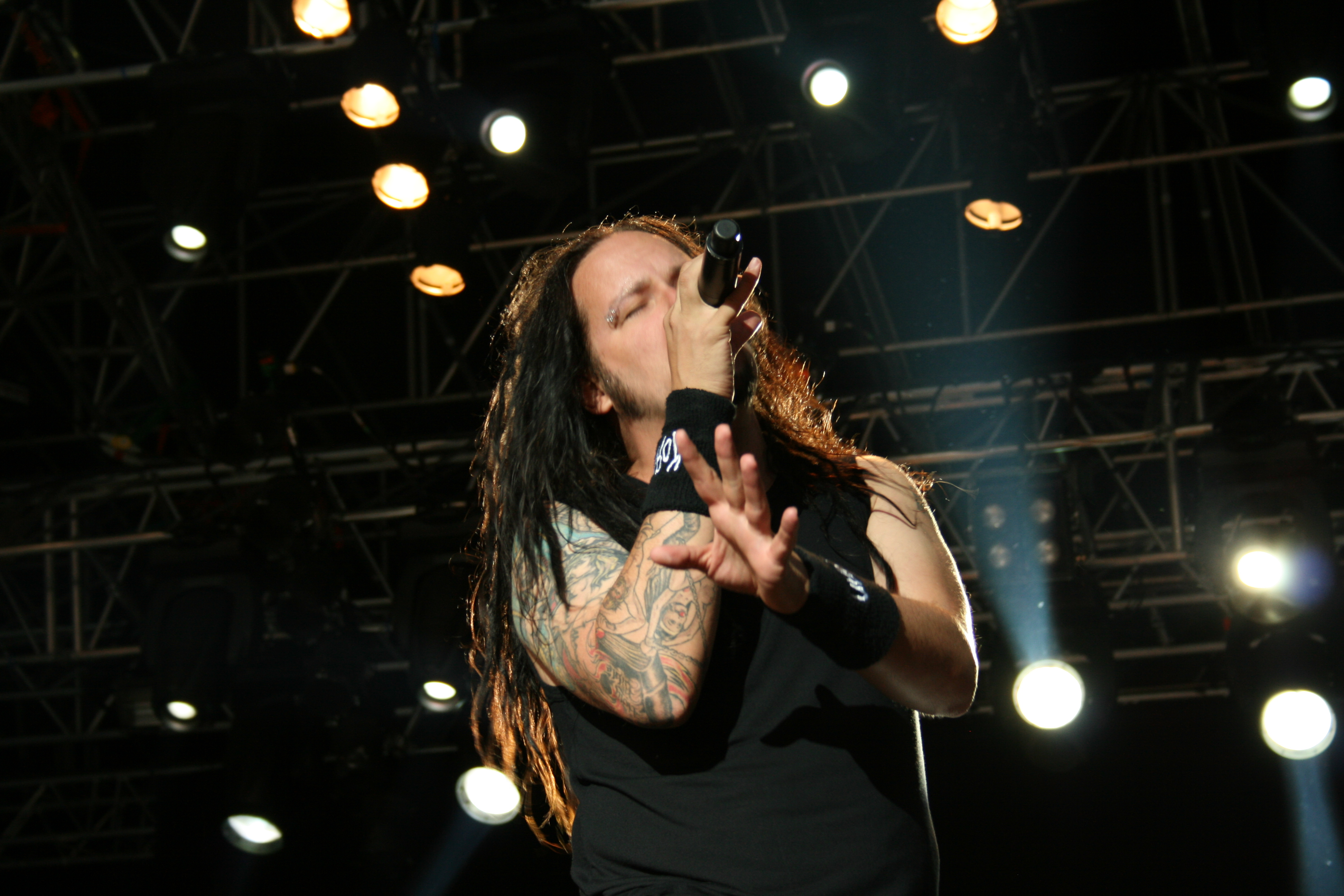
Jonathan Davis in concerto con i Korn nel 2009 al Quart Festival di Kristiansand

Il 12 giugno 2006 a Davis è stata diagnosticata una lieve malattia sanguigna, la porpora trombocitopenica immune, che lo ha trattenuto in ospedale per una settimana. Per questo motivo non ha potuto partecipare al Download Festival di Donington (Gran Bretagna), mentre il resto della band si è esibito con altri cantanti, tra cui M. Shadows (Avenged Sevenfold), Corey Taylor (Slipknot, Stone Sour), Dez Fafara (DevilDriver, Coal Chamber) e Matthew Heafy (Trivium). Di conseguenza, i Korn hanno dovuto annullare alcune date estive in Europa. Ciò non ha però impedito ai quattro di sostenere il Family Values Tour, nello stesso anno.
Il 30 luglio 2006 si è scatenata una rissa violenta sulla platea del Family Values Tour, ad Atlanta, mentre stavano suonando i Deftones. Due giorni dopo è morto uno degli spettatori, il trentenne Andy Richardson.
Il 28 agosto, in un'intervista a Launch Radio Network, il gruppo ha annunciato che a settembre ripubblicherà See You on the Other Side all'interno di Chopped, Screwed, Live and Unglued. Il nuovo disco contiene anche tracce live, un DVD bonus ed otto brani remixati dal DJ della Swisha House Records Michael "5000" Watts. Il 14 novembre il sito albumvote.co.uk ha riportato che i Korn avrebbero pubblicato MTV Unplugged, il 19 febbraio 2007 nel Regno Unito ed il 20 negli Stati Uniti. Il primo singolo estratto è stata una versione dal vivo di Freak on a Leash, realizzata insieme ad Amy Lee degli Evanescence. Da segnalare anche la presenza come ospite di Robert Smith dei The Cure che accompagna Davis nel brano Make Me Bad, con all'interno parti del brano In Between Days del gruppo inglese.

### L'addio di Silveria,Untitled(2006-2007)

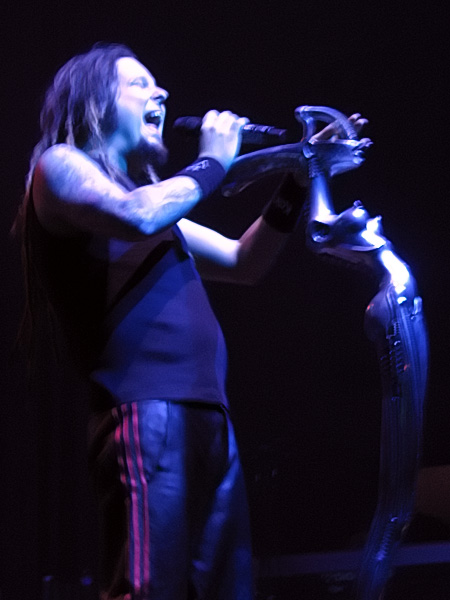
Jonathan Davis durante un concerto nel 2006

A dicembre 2006 David Silveria annunciò una pausa a tempo indeterminato, ufficializzando così la sua uscita dai Korn. Il 7 gennaio 2007 alcune voci rivelarono che il posto di Silveria sarebbe stato occupato da Terry Bozzio, amico di vecchia data dei Korn. Nello stesso anno, il gruppo pubblicò l'ottavo album in studio Untitled.
Il 1º marzo 2007 il gruppo si è esibito al The Tonight Show with Jay Leno, suonando Throw Me Away. Per la prima volta ha suonato con i Korn un nuovo turnista, il chitarrista Clint Lowery. Terry Bozzio viene presto sostituito da Joey Jordison, già negli Slipknot. Nel novembre dello stesso anno è partito un nuovo tour a cui hanno preso parte in qualità di turnisti il tastierista Zac Baird, il percussionista Michael Jochum ed il chitarrista Clint Lowery, quest'ultimo successivamente sostituito da Shane Gibson nelle ultime date a causa di problemi familiari.
Nel frattempo i Korn hanno firmato un accordo con la casa di videogiochi Ubisoft per pubblicizzare il gioco Haze, commercializzato in Europa il 22 maggio 2008 e la cui colonna sonora è stata interamente composta da loro. Per questo lavoro il gruppo ha anche realizzato l'omonimo singolo Haze, uscito il 27 novembre 2007.
Nel corso del 2008 i Korn hanno intrapreso il Bitch We Have a Problem Tour 2008 a cui ha preso parte anche il batterista Ray Luzier, inizialmente come turnista e successivamente come membro permanente.

### Korn III: Remember Who You Are(2009-2010)
Durante il 2009 i Korn sono entrati in studio di registrazione per le lavorazioni al nono album in studio, la cui produzione è stata affidata a Ross Robinson, con il quale il gruppo produsse Korn e Life Is Peachy. Il 3 febbraio dello stesso anno hanno annunciato la propria presenza al Rock am Ring e al Download Festival, oltre a una apparizione in Svizzera al Greenfield Festival.
Il 12 luglio 2010 è stato pubblicato il singolo Oildale (Leave Me Alone), volto ad anticipare il nono album Korn III: Remember Who You Are, nel quale i Korn intraprendono un "ritorno alle origini" e il sound della band risulta come quello dei primi album.

### The Path of Totality(2011-2012)

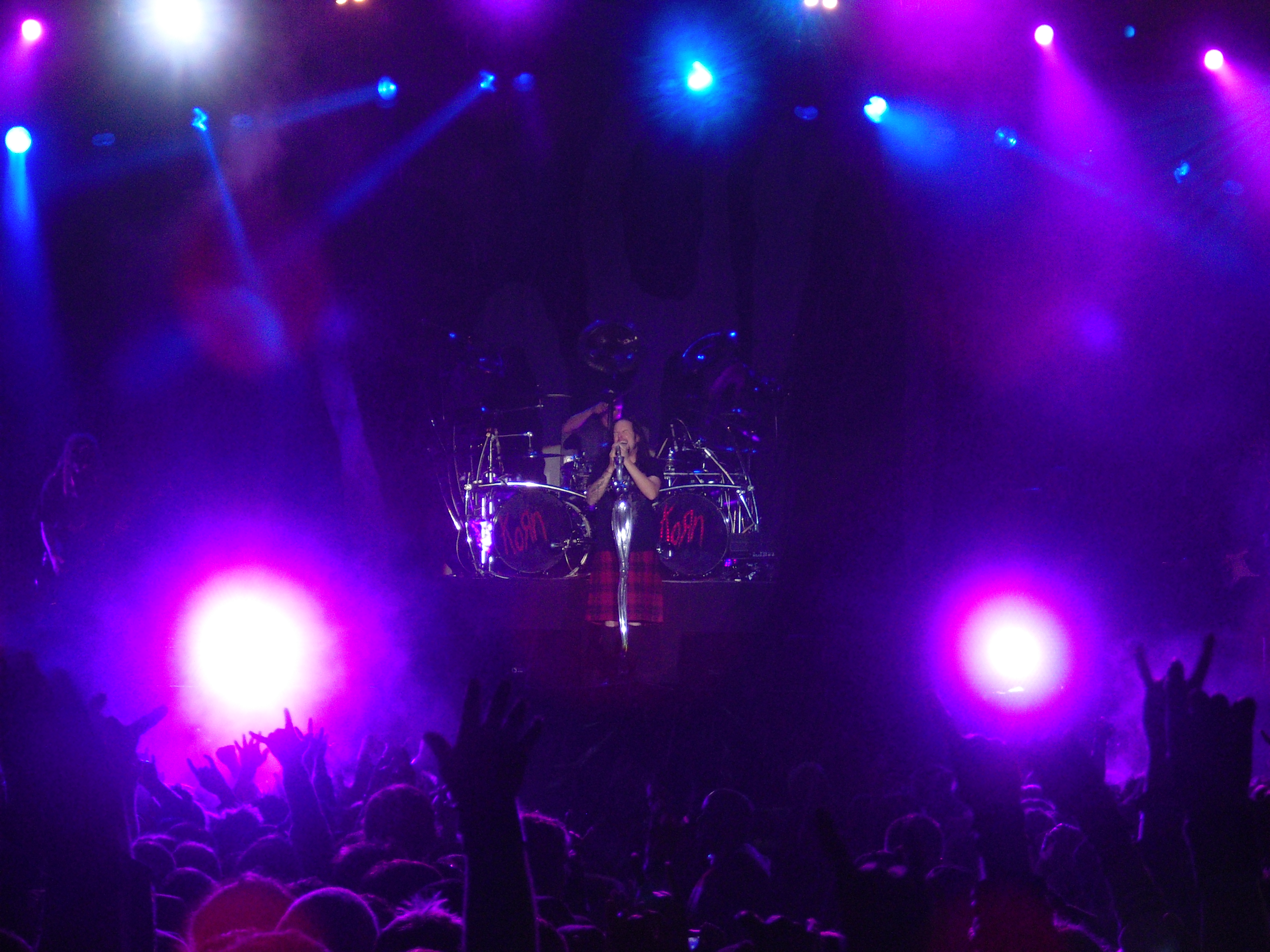
Korn in concerto nel 2011 al Metaltown Festival

Nell'aprile 2011 i Korn hanno pubblicato in anteprima mondiale attraverso Spin il singolo Get Up!, realizzato insieme al DJ dubstep Skrillex. Esso si è classificato all'ottava posizione della Bubbling Under Hot 100 vendendo circa 150 000 copie digitali negli Stati Uniti. Nello stesso periodo hanno realizzato il tema principale del videogioco survival horror Silent Hill: Downpour, il cui trailer è stato diffuso a partire dal mese di settembre.
Il 21 ottobre è uscito il singolo Narcissistic Cannibal, realizzato con Skrillex e Kill the Noise e che ha anticipato il decimo album in studio The Path of Totality, pubblicato il 6 dicembre 2011. L'album vanta la partecipazione di numerosi esponenti della musica elettronica, come Noisia, Excision, Downlink, 12th Planet e il sopracitato Skrillex, e ha debuttato alla decima posizione nella classifica statunitense degli album con 55 000 copie vendute nella prima settimana. Un ulteriore singolo, Chaos Lives in Everything, è stato pubblicato il 24 febbraio 2012.
Dopo alcune apparizioni in vari festival, i Korn hanno promosso The Path of Totality attraverso il tour omonimo, la cui scaletta proposta si è suddivisa in tre sezioni: l'esecuzione di brani dei primi due album (raramente proposti dal vivo), tra cui anche la b-side Proud, inclusa originariamente nella colonna sonora del film So cosa hai fatto (1997); la seconda sezione consisteva nell'esecuzione della maggior parte dei brani di The Path of Totality, mentre quella finale racchiudeva i brani di maggior successo del gruppo. Il concerto registrato all'Hollywood Palladium del 6 dicembre 2011 è stato immortalato nell'album dal vivo e BD The Path of Totality Tour: Live at the Hollywood Palladium, pubblicato dalla Shout! Factory il 4 settembre 2012.

### Il ritorno di Head,The Paradigm Shift(2012-2014)

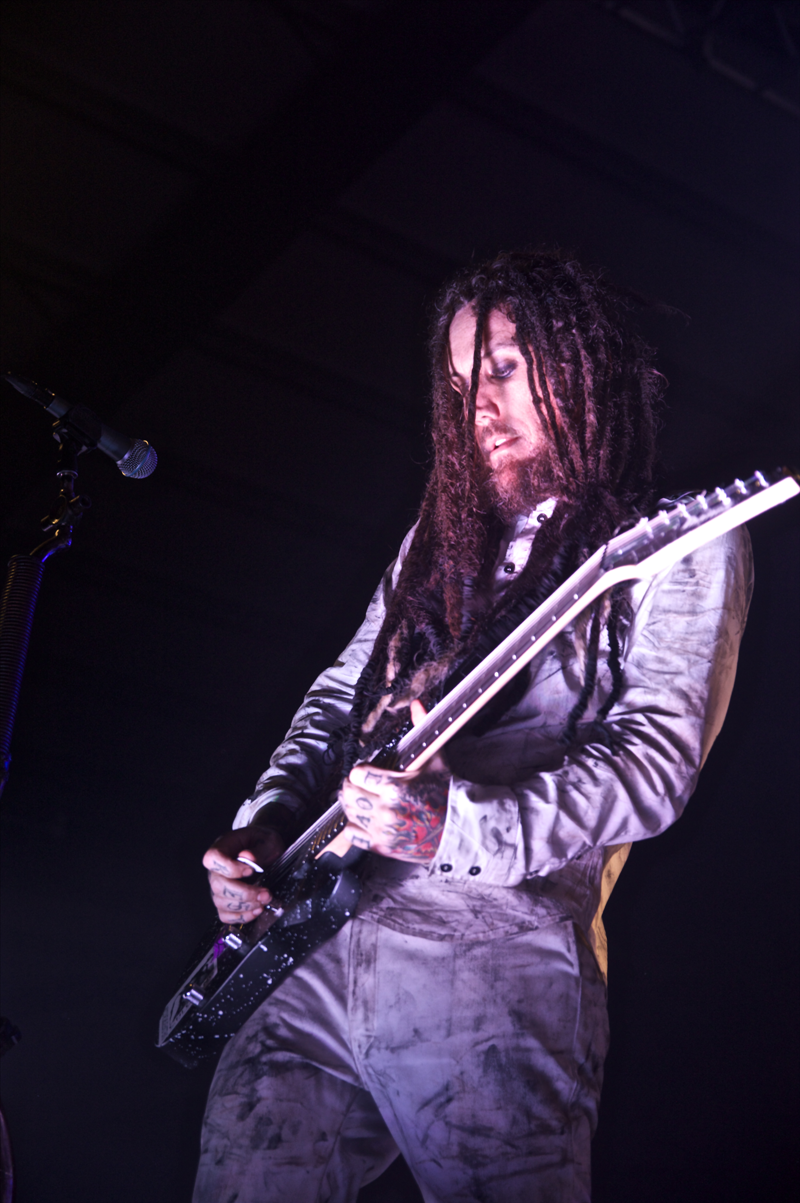
Brian Welch in concerto con i Korn il 15 maggio 2013

Il 6 maggio 2012 il chitarrista Brian Welch ha suonato con i Korn il brano Blind al Carolina Rebellion. Si tratta della prima volta che Welch si esibisce con il gruppo dal suo distacco avvenuto nel 2005.
Il 18 luglio, durante un'intervista con Billboard, Jonathan Davis ha rivelato che i Korn erano pronti per entrare negli studi di registrazione per realizzare l'undicesimo album in studio, il quale sarebbe stato pubblicato in maniera indipendente. Davis ha inoltre aggiunto che il prossimo album non avrebbe avuto alcuna influenza dubstep come l'album precedente. In una successiva intervista con il Phoenix New Times, James "Munky" Shaffer ha affermato che l'album sarebbe stato pesante, con parti vocali e di chitarra molto aggressive; in aggiunta, il chitarrista ha affermato che avrebbe impiegato nuove tipologie di registrazione per dare maggior freschezza ai suoi riff.
Nel mese di gennaio 2013 è stato annunciato che Brian Welch si sarebbe esibito con i Korn in alcuni festival, tra cui Rock on the Range, Rock am Ring e il Download Festival. Il batterista Ray Luzier ha annunciato più tardi che Welch si sarebbe esibito con Korn per l'intero tour e che il disco sarebbe stato prodotto da Don Gilmore (produttore in precedenza dei Linkin Park, Lacuna Coil, Good Charlotte e Bullet for My Valentine).
Il 12 febbraio 2013 la BK Entertainment Group ha confermato che i Korn hanno firmato un contratto con la Prospect Park Productions. Il 18 dello stesso mese i Korn hanno pubblicato una foto della formazione, la quale comprende anche Welch, rivelando quindi che il chitarrista è ritornato in via definitiva nel gruppo. Lo stesso Welch ha confermato il suo rientro nei Korn nel mese di maggio.
Successivamente, il bassista Reginald "Fieldy" Arvizu ha rivelato alcuni dettagli sull'album, spiegando che «abbiamo fatto qualcosa che non abbiamo mai fatto prima. Normalmente, quando realizziamo un album dei Korn, realizziamo circa 12-13 canzoni [...] Questa volta abbiamo creato oltre venti canzoni, e selezioneremo il meglio di ciò che abbiamo creato, senza tener conto del numero finale. Ne abbiamo così tante da scegliere, penso che sarà un momento speciale questa volta».
Il 9 luglio i Korn rivelano il titolo dell'undicesimo album in studio, The Paradigm Shift, e la relativa data di pubblicazione, originariamente fissata al 1º ottobre. Il 26 luglio viene rivelata anche la copertina, mentre il 10 agosto i Korn rivelano l'uscita del singolo Never Never, pubblicato il 13 agosto 2013.

Welch ha invece affermato che si tratta del suo album preferito dei Korn:
Il 5 ottobre il gruppo ha riproposto per una sola giornata il Family Values Tour, al quale hanno partecipato anche Stone Sour e Deftones.

### The Serenity of Suffering(2016-2018)
Il 22 luglio 2016 i Korn hanno presentato il singolo Rotting in Vain, accompagnato nello stesso giorno dal relativo videoclip. In concomitanza con la sua uscita, il gruppo ha annunciato anche il dodicesimo album in studio, intitolato The Serenity of Suffering e pubblicato il successivo 21 ottobre.
Anticipato anche dai brani Insane e A Different World, e dal secondo singolo Take Me, l'album è stato prodotto da Nick Raskulinecz ed è composto da undici canzoni.

### The Nothing(2019-2020)
Il 26 giugno 2019 i Korn hanno annunciato la pubblicazione del tredicesimo album in studio, The Nothing, prevista per il 13 settembre. Contemporaneamente viene reso disponibile per l'ascolto il primo singolo You'll Never Find Me, seguito il 2 agosto dal secondo singolo Cold e il 6 settembre da Can You Hear Me, il cui visualizer funge da trailer ufficiale per un progetto lanciato dalla band, un podcast antologico che porta lo stesso titolo dell'album e composto da sei episodi. Il singolo inoltre è stato pubblicato nelle stazioni radiofoniche statunitensi a partire dall'11 febbraio 2020. Il 15 ottobre viene pubblicato il videoclip di Finally Free, in collaborazione con il videogioco online World of Tanks Blitz.

### La pausa di Fieldy,Requiem(2021-presente)

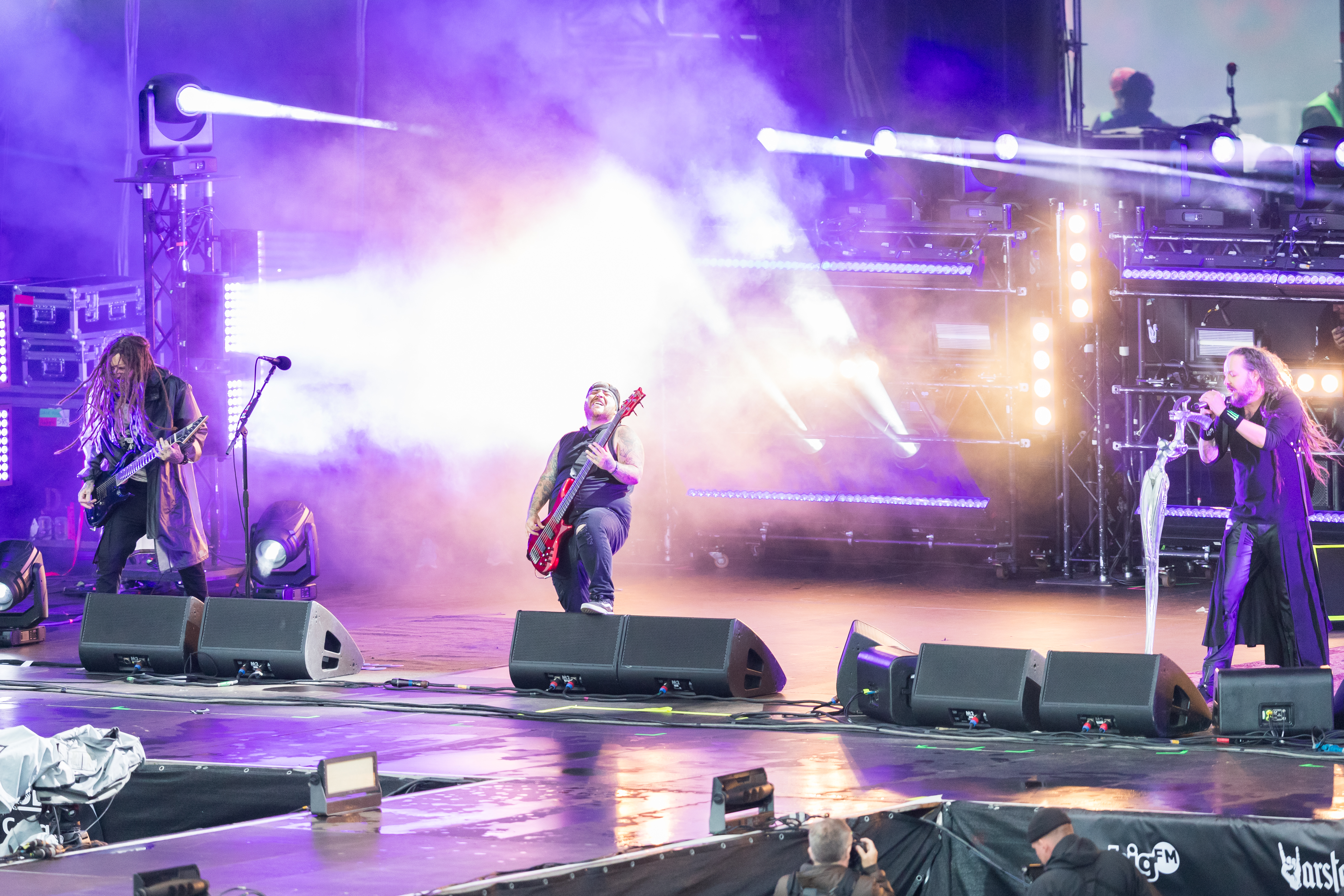
Il gruppo in concerto al Rock am Ring 2022

Il 21 giugno 2021 lo storico bassista del gruppo Fieldy ha annunciato che si sarebbe preso una pausa a tempo indeterminato dall'attività dal vivo della band a causa di problemi personali avuti negli ultimi sei anni. Al suo posto è stato scelto Roberto "Ra" Diaz dei Suicidal Tendencies, annunciato dai Korn il 12 luglio.
L'11 novembre è stato pubblicato il singolo Start the Healing, accompagnato nel medesimo giorno dal relativo video musicale diretto da Timothy Saccenti. Contemporaneamente è stato annunciato anche il quattordicesimo album Requiem, prodotto dai Korn con Chris Collier e previsto per il 4 febbraio 2022 attraverso la Loma Vista Recordings. Il 13 gennaio 2022 è stata la volta del secondo singolo Forgotten, mentre il 2 febbraio è uscito il terzo singolo Lost in the Grandeur. Il 12 aprile è stato pubblicato il quarto singolo Worst Is on Its Way, accompagnato il 21 aprile dal relativo video, il 19 maggio da quello dal vivo e il 17 novembre da quello del remix ad opera degli Health, con ospiti Danny Brown e Meechy Darko.
Il 3 febbraio 2023 il gruppo ha pubblicato l'album dal vivo Requiem Mass, registrato esattamente un anno prima presso la "Hollywood United Methodist Church" di Los Angeles, e contenente 5 brani tratti dall'ultimo album in studio Requiem.

## Stile musicale
I Korn, oltre ad essere ritenuti pionieri del genere nu metal, vengono annoverati anche in altri ambiti musicali, tra cui l'alternative metal, il groove metal, l'industrial metal, il funk metal e il rap metal. In un'intervista del 2006, il cantante Jonathan Davis ha spiegato che le dispute riguardo al loro genere risalgono già agli esordi, perché all'epoca erano considerati tutto fuorché un tipico gruppo metal. Inoltre ha detto di non poter più tollerare le etichette di gruppo nu metal o rap metal, ritenendole poco congeniali e frustranti. Con la pubblicazione del decimo album The Path of Totality nel 2011, il gruppo ha incorporato sonorità provenienti dal dubstep e dall'elettronica, merito anche degli artisti che hanno collaborato all'album, come Skrillex ed Excision.
I Korn citano inoltre tra i propri ispiratori artisti come Beastie Boys, Biohazard, Black Sabbath, Cathedral, Faith No More (e il loro frontman Mike Patton), Fear Factory, Jane's Addiction, Living Colour, Metallica, Mr. Bungle, Nine Inch Nails, Pantera, Primus, Red Hot Chili Peppers, Sepultura, Slayer, Tom Morello dei Rage Against the Machine e Tool.

## Formazione
Attuale
- Jonathan Davis – voce, cornamusa (1993-presente)
- James "Munky" Shaffer – chitarra, cori (1993-presente)
- Brian "Head" Welch – chitarra, cori (1993-2005, 2013-presente)
- Reginald "Fieldy" Arvizu – basso (1993-presente, in pausa dal 2021)
- Ray Luzier – batteria (2007-presente)

Turnisti
- Davey Oberlin – tastiera, pianoforte, cori (2017-presente)
- Roberto Diaz – basso (2021-presente)

Ex componenti
- David Silveria – batteria (1993-2006)

Ex turnisti
- Mike Bordin – batteria (2000–2001)
- Rob Patterson – chitarra, cori (2005–2007, 2008)
- Michael Jochum – percussioni (2006–2007)
- Joey Jordison – batteria (2007)
- Clint Lowery – chitarra (2007)
- Shane Gibson – chitarra (2007–2010)
- Wesley Geer – chitarra (2010–2013)
- Morgan Rose – batteria (2011)
- Zac Baird – tastiera, pianoforte, cori (2006-2016)

## Discografia

### Album in studio
- 1994 – Korn
- 1996 – Life Is Peachy
- 1998 – Follow the Leader
- 1999 – Issues
- 2002 – Untouchables
- 2003 – Take a Look in the Mirror
- 2005 – See You on the Other Side
- 2007 – Untitled
- 2010 – Korn III: Remember Who You Are
- 2011 – The Path of Totality
- 2013 – The Paradigm Shift
- 2016 – The Serenity of Suffering
- 2019 – The Nothing
- 2022 – Requiem

### Album dal vivo
- 2007 – MTV Unplugged
- 2012 – The Path of Totality Tour: Live at the Hollywood Palladium
- 2023 – Requiem Mass

### Raccolte
- 2004 – Greatest Hits Vol. 1
- 2006 – Live & Rare
- 2006 – Chopped, Screwed, Live and Unglued

## Riconoscimenti
MTV Video Music Awards
- 1999 – Miglior video rock (Freak on a Leash)
- 1999 – Miglior montaggio (Freak on a Leash)

Grammy Award
- 2003 – Grammy Award alla miglior interpretazione metal (Here to Stay)

### Enciclopedie
- Riccardo Bertoncelli, Cris Thellung, Ventiquattromila dischi. Guida a tutti i dischi degli artisti e gruppi più importanti, Baldini Castoldi Dalai, 2006, ISBN 978-88-6018-151-0.
- Iannini, Nu metal, Giunti Editore, 2003, ISBN 88-09-03051-6.
- Luca Signorelli, Metallus. Il libro dell'heavy metal, Giunti Editore, 2001, ISBN 88-09-02230-0.

### Testi monografici
- Doug Small, Korn, Omnibus Press, 1998, ISBN 978-0-8256-1688-4.
- Tommaso Iannini, Korn. Gli intoccabili, Taylor & Francis, 2002, ISBN 88-09-02629-2.
- Reginald Arvizu, Got the Life: My Journey of Addiction, Faith, Recovery, and Korn, William Morrow, 2009, ISBN 978-0-06-166249-2.